# Sedlar
Sedlar je priimek več znanih Slovencev:
- Alma Sedlar (*1975), preiskovalna novinarka, urednica, namestnica predsednika Komisije za preprečevanje korupcije; predsednica Transparency International Slovenije (od 2018)
- Danuška Sedlar (1913—1984), zdravnica infektologinja
- Nada Sedlar (1918—2006), muzealka, konservatorka, Nada Sedlar vodja laboratorija Narodnega muzeja v Ljubljani
- Nevenka Sedlar (*1954), igralka
- Saša Sedlar (1913—1975), arhitekt, urbanist, prof. FAGG

#### Tuji nosilci priimka:
- Aleksander Sedlar (*1991), srbski nogometaš
- Dominik Sedlar (*1979), hrvaško-ameriški filmski režiser, producent in scenarist
- Sandra Sedlar, srbska pevka